# Локарнская нищенка
«Локарнская нищенка» (нем. Das Bettelweib von Locarno) — короткий рассказ немецкого писателя Генриха фон Клейста, впервые опубликованный в 1810 году, в издании  Berliner Abendblättern.

## Сюжет
Действие рассказа происходит в альпийском замке недалеко от Локарно. Однажды туда впустили на ночлег старую нищенку, но маркиз, хозяин замка, прогнал её. Нищенка упала, повредила себе крестец и вскоре умерла. Впоследствии, когда маркиз решил продать замок, выяснилось, что в этой самой комнате есть привидение. Маркиз, лично убедившись в этом, поджёг замок и погиб в огне.

## Восприятие
«Локарнскую нищенку», как и другие новеллы Клейста, отличают лаконичность, драматичный и стремительно развивающийся сюжет. Неожиданные события, невероятные стечения обстоятельств меняют всю жизнь героев, показывая, что люди — всего лишь игрушки судьбы, недоступной для человеческого понимания.
В «Локарнской нищенке» больше всего заметно своеобразие стиля Клейста: в ряде случаев, добиваясь определённого эффекта, этот писатель нарушал правила синтаксиса.